# Église Notre-Dame-des-Verriers de Bagneaux-sur-Loing
Maison des Verriers
L’église Notre-Dame-des-Verriers, convertie en maison des Verriers, est un ancien édifice religieux catholique de la seconde moitié du XXe siècle, devenu espace culturel au XXIe siècle, situé à Bagneaux-sur-Loing, en France.

## Situation et accès
L’édifice est situé dans la rue des Praillons, à l'ouest de Bagneaux-sur-Loing. Plus largement, il se trouve dans le département de Seine-et-Marne, en région Île-de-France.

## Histoire
Bagneaux-sur-Loing est un foyer important de la production du verre depuis le XVIIIe siècle. Jugeant l'église Saint-Léonard trop exiguë, les salariés font construire une nouvelle en hommage à leur activité. Ainsi, ce nouvel édifice placé sous le vocable de Notre-Dame des Verriers est construit entre 1968 et 1971, et dédicacé le 18 novembre de cette dernière année par l'évêque de Meaux, Jacques Ménager,. En 2000, grâce à un contrat rural (un soutien de la Région Île-de-France), elle subit des travaux de rénovation. Une association est même créée par les verriers, mais la fréquentation de l'église décline progressivement, d'autant que les fonds pour la construction d'un clocher se font insuffisants.
À partir des années 1980, le souhait de voir un musée sur la verrerie à Bagneaux ou dans la région est émis plusieurs fois, dont l'un à Fontainebleau ; un musée sur ce thème est notamment créé non loin à Dordives (Loiret) en 2006. Début novembre 2009, le conseil municipal de Bagneaux délibère en faveur de sa création, en se distinguant de celui de Dordives. Tout justement, l'église des Verriers n'étant plus qu'utilisée une fois par an et l'église Saint-Léonard étant finalement vue comme convenable pour les 1 700 habitants, il est question de faire de la nouvelle un espace culturel qui accueillerait ce musée,. L'église est à cet effet désacralisée en 2010 par une messe avec une cérémonie pour retirer la croix et remettre les clés. Le bâtiment, renommé en « maison des Verriers », accueille depuis des expositions, le petit musée avec une collection de vaisselles Pyrex en vitrine et sert même de bureau de vote.

## Structure
L'édifice est « unique en son genre » : il présente une façade en forme de pignon et une toiture en double pente. Les vitraux colorés situés dans la partie supérieure des murs latéraux permettent un apport important de la lumière qui change au cours de la journée.